# Hattyasyné Markó Krisztina
Hattyasyné Markó Krisztina (Miskolc, 1938 – Budapest, 2011. szeptember 10.) okleveles építészmérnök. Az Egyetem Szenátusa 2011-ben aranydiploma adományozásával ismerte el értékes mérnöki tevékenységét.

## Szakmai pályafutása
1961-től két év kivitelezési gyakorlaton vett részt, majd 1963-ban elhelyezkedett az IPARTERV-nél, ahol a különleges gépészeti osztályra került, itt merőben új építészeti és statikai feladatokat kellett megoldania. Nagyszerű tanítómesterek között dolgozhatott, többek között Zathureczky Árpád, Egyedi András, Thoma Levente. Ezen időszak alatt hét szolgálati szabadalom kidolgozásában vett részt és az ipartelepek nagyvonalú fejlesztése során nagy és kisebb méretű létesítmények tervezésével foglalkozott, ezeket a szabadalmakat folyamatosan hasznosítani lehetett.
1978-ban vegyész szakmérnöki diplomát szerzett, majd doktori vizsgát tett ipari építészetből és a vasbeton héjszerkezetek folyamatáról, javításuk módozatairól. Ezekről számos szakmai cikket publikált. Előbb építésztervezőként, később vezető-tervezőként, majd osztályvezetőként, 1979-től fővállalkozóként illetve létesítmény főmérnökként dolgozott 1990-ig az IPARTERV -nél. Közreműködésével épült többek között a pécsi, a dorogi hőerőmű, a dunaújvárosi kokszoló és még sok létesítmény hűtőtornyai, szivattyú- és lágyítóházai, vonalas építményei is.
1990-ben megalapította a Pontiplast Kft.-t, majd később a Bruna Kft., a Pontiplusz Kft. és a Ponticsempe – mozaik és a Locatelli Kft.-t. Különböző olasz áruk importjával és kiváló minőségű kerámia és fa burkolóanyagok betervezésével, szállításával és felhordásával foglalkoznak.